# Lijst van burgemeesters van Loenersloot
Dit is een lijst van burgemeesters van de voormalige Nederlandse gemeente Loenersloot tot die gemeente samen met Ruwiel in 1964 opging in de gemeente Breukelen.
| Ambtsperiode | Naam burgemeester                                | Partij of stroming | Bijzonderheden |
| ------------ | ------------------------------------------------ | ------------------ | --- |
| 1818 - 1846  | Johannes Sanderson                               |                    | tot 1825 schout, tevens tijdens (deel van?) deze periode schout/burgemeester van Loenen, Nigtevecht, Kortenhoef en Nederhorst den Berg                                 |
| 1847 - 1849  | Hermanus Christoffel Brasz                       |                    | |
| 1850 - 1852  | Jan van den Andel                                |                    | tevens burgemeester van Ruwiel, Nigtevecht en Vreeland, eerder burgemeester van Breukelen-Sint Pieters, Tienhoven en Portengen                                         |
| 1852 - 1853  | IJsbrand Jan Hendrik de Kock                     |                    | tevens burgemeester van Loenen, later burgemeester van Bunnik, Odijk, Rhijnauwen en Werkhoven                                                                          |
| 1853 - 1854  | W. Nierstrasz                                    |                    | tevens burgemeester van Loenen, eerder burgemeester van Renswoude |
| 1854 - 1869  | Jan Pieter Christiaan baron van Reede van Ter Aa |                    | tevens burgemeester van Loenen en Ruwiel |
| 1869 - 1871  | Abraham Matthias Cornelis van Bommel             |                    | tevens burgemeester van Loenen en Ruwiel, eerder burgemeester van Cothen en Langbroek                                                                                  |
| 1871 - 1872  | Arnout Cornelis Theodore Gevers Leuven           |                    | tevens burgemeester van Loenen en Ruwiel, later burgemeester van Doesburg                                                                                              |
| 1872 - 1886  | Johannes Adrianus van Hengst                     |                    | tevens burgemeester van Loenen en Ruwiel, eerder burgemeester van IJsselstein                                                                                          |
| 1886 - 1909  | Willem Isaäc Doude van Troostwijk                |                    | tevens burgemeester van Loenen en Ruwiel |
| 1909 - 1916  | Mr. H.J. Doude van Troostwijk                    |                    | tevens burgemeester van Ruwiel |
| 1916 - 1929  | Mr. Arent Mijndert Albert baron van Boetzelaer   |                    | tevens burgemeester van Ruwiel |
| 1929 - 1946  | Johan Jacob Govert Vor der Hake                  |                    | tevens burgemeester van Ruwiel |
| 1946 - 1964  | Mr. Willem Isaäc Doude van Troostwijk            |                    | vanaf 1959 waarnemend, tevens (waarnemend) burgemeester van Loenen (1934-1945, 1945-1964) en Ruwiel (1946-1964), eerder burgemeester van Nederhorst den Berg en Maurik |